# ميري أكشالوف
ميري أكشالوف (مواليد 9 يونيو 1989) هو ملاكم كازاخستاني، مثّل بلاده في الألعاب الأولمبية الصيفية 2008.

## روابط خارجية
ميري أكشالوف على موقع أوليمبيديا (الإنجليزية)